# Cynarctus
Cynarctus — викопний рід підродини псових Borophaginae, що родом із Північної Америки. Він жив протягом середнього та пізнього міоцену 16.0–10.3 млн років тому. Скам'янілості були виявлені в Колорадо, Каліфорнії, Меріленді, Західній Небрасці та Техасі. Ймовірно, це був всеїдний, і йому не вистачало пристосувань для розтріскування кісток, які були знайдені в деяких пізніших борофагінах.